# Herbert Kickl
Herbert Kickl (ur. 19 października 1968 w Villach) – austriacki polityk, poseł do Rady Narodowej, w latach 2017–2019 minister w rządzie federalnym, od 2021 przewodniczący Wolnościowej Partii Austrii (FPÖ).

## Życiorys
W 1987 ukończył szkołę średnią w miejscowości Spittal an der Drau. Studiował następnie nauki polityczne, filozofię i historię na Uniwersytecie Wiedeńskim. Zaangażował się w działalność polityczną w ramach Wolnościowej Partii Austrii. Został etatowym pracownikiem tego ugrupowania w ramach partyjnej akademii Freiheitliche Akademie. Od 2001 był zastępcą jej dyrektora zarządzającego, a w latach 2002–2006 dyrektorem zarządzającym tej instytucji. W 2005 objął funkcję redaktora partyjnej gazety „Neue Freie Zeitung”, w tym samym roku został też sekretarzem generalnym FPÖ.
W wyborach w 2006 po raz pierwszy uzyskał mandat posła do Rady Narodowej, z powodzeniem ubiegał się o reelekcję w 2008, 2013, 2017, 2019 i 2024.
18 grudnia 2017 objął stanowisko ministra spraw wewnętrznych w rządzie Sebastiana Kurza. Zakończył urzędowanie 22 maja 2019, odwołano go w związku z rozpadem koalicji rządzącej. W czerwcu 2021 zastąpił Norberta Hofera na funkcji przewodniczącego FPÖ. Kierowana przez niego partia w 2024 po raz pierwszy zajęła pierwsze miejsce w wyborach do Rady Narodowej. Na początku 2025, po uprzednich nieudanych rozmowach koalicyjnych między innymi ugrupowaniami, otrzymał misję utworzenia nowego rządu; jego formacja prowadziła rozmowy z ludowcami, które w lutym 2025 zakończyły się niepowodzeniem.